# Muzeum im. Hindenburga w Poznaniu
Muzeum im. Hindenburga w Poznaniu (Hindenburg-Museum) – muzeum założone w 1916 r. w Poznaniu, zlikwidowane po 1919 r.
Muzeum zostało powołane w uznaniu dla zwycięstw marszałka polnego Paula von Hindenburga, który w 1914 r. został honorowym obywatelem miasta. W 1916 r. w Poznaniu Niemcy obchodzili „Dzień Hindenburga” w 50. rocznicę jego służby wojskowej (wstąpił on do wojska 7 kwietnia 1866). 15 marca 1916 r. na posiedzeniu rady miejskiej uzgodniony został projekt muzeum im. Hindenburga; obrady utajniono. Radni niemieccy i żydowscy byli za, radni polscy byli przeciw. Przeciwko powstaniu muzeum w czasie wojny podnoszony był argument inter arma silent musae („wśród oręża milczą muzy”). 5 kwietnia 1916 radni uchwalili 50 000 marek dotacji dla muzeum, drugie tyle dał sejm prowincjonalny; pieniądze ofiarowywane były także przez osoby prywatne i firmy (np. browar Huggerów przekazał 1000 marek). 8 kwietnia 1916 z inicjatywy Józefa Kostrzewskiego powstało Towarzystwo Muzealne. Muzeum działało przy Al. Marcinkowskiego 7 (siedziba Muzeum Wojskowego), docelowo miało się znajdować przy ul. Podgórnej 7, gdzie Hindenburg się urodził (na jego cześć ulica ta została przemianowana na Hindenburgstrasse). Do zmiany lokalizacji jednak nie doszło, ponieważ właścicielki domu przy ul. Podgórnej, córki dr. Szymańskiego, nie zgadzały się na sprzedaż nieruchomości.
Funkcję pierwszego kierownika aż do wyborów we wrześniu 1916 sprawował Artur Kronthal.
W 1916 został ogłoszony konkurs na kierownika muzeum. Spośród wielu kandydatów został wybrany Heinz Bothmer, który zaczął kierować placówką w październiku 1916 r. Zgodnie z przedłożoną dokumentacją miał on mieć ukończone studia ekonomiczne i językowe m.in. we Fryburgu, miał być wydawcą kilku dzieł naukowych i założycielem muzeum wsi niemieckiej, a także członkiem ambasady tureckiej w Berlinie, kapitanem tureckim walczącym na Gallipoli, odznaczonym Żelaznym Półksiężycem i Krzyżem Żelaznym pierwszej klasy. Posiadał także listy polecające. Na skutek nieprawidłowości w zarządzaniu muzeum jego życiorys został zbadany dokładniej. Kierownik muzeum okazał się być właścicielem upadłego towarzystwa wywożenia śmieci, z ukończonymi 5 klasami gimnazjum, nie miał także żadnych związków z instytucjami, na które się powoływał, a odznaczenia nadał sobie sam. 9 stycznia 1919 został usunięty ze stanowiska.
Po Bothmerze stanowisko kierownika objął nauczyciel Otto Tumm. W marcu 1919 członkowie Towarzystwa im. Hindenburga uznali, że muzeum straciło rację bytu. W 1920 zbiory muzeum przeszły na własność Sekcji Naukowej Głównego Dowództwa Wojska Polskiego w Poznaniu.

## Zbiory
- sala poetów wojennych[12][13]
- sala bohaterów Heldensaal (m.in. ze zdjęciami żołnierzy V poznańskiego Korpusu Armijnego)[2][12]
- zbiory poświęcone Hindenburgowi (m.in. film z 1918 r.[15])
- żelazna książka dla rezydencyi miasta Poznania, która ufundowana została przez Ostbank dla składnicy złota w Poznaniu; zawierała nazwiska osób, które oddawały swoje kosztowności dla walczącej ojczyzny[16]